# Svesa
Svesa (en ucraniano: Свеса; en ruso: Свесса, romanizado: Svessa) es un pueblo ucraniano perteneciente al óblast de Sumy. Situado en el norte del país, es parte del raión de Shostka y centro del municipio (hromada) homónimo.

## Geografía
Svesa se encuentra 13 km al este de Yámpil, 32 km al este de Shostka y 131 km al noroeste de Sumy.

## Historia
Svesa fue mencionada por primera vez en 1670. La granja de Svessa se mencionó por primera vez en la segunda mitad del siglo XVII, cuando el hetman Iván Samoilovich se la regaló a su yerno Yu Chetvertinski. Desde 1765, Svesa estuvo en posesión de los terratenientes Neplyuev. Svesa era un pueblo en el uyezd de Glújov en la gobernación de Chernígov del Imperio ruso.
Svesa recibió el estatus de asentamiento de tipo urbano desde 1938.
Durante la Segunda Guerra Mundial, Svesa fue ocupado por las tropas del Eje desde octubre de 1941 hasta agosto de 1943. 
En 1962, el pueblo pasó a formar parte del raión de Seredina-Buda, al distrito de Shostka en 1965 y desde 1966 perteneció al raión de Yámpil. 
Hasta el 18 de julio de 2020, Svesa fue parte del raión de Yámpil. El raión se abolió en julio de 2020 como parte de la reforma administrativa de Ucrania, que redujo el número de raiones del óblast de Sumy a cuatro. El área del raión de Yámpil se fusionó con el raión de Shostka.En 2023, Svesa perdió el estatus de asentamiento de tipo urbano en la legislación ucraniana debido a la eliminación de este estatus administrativo.
En la invasión rusa de Ucrania, el ejército ruso llevó a cabo un ataque aéreo en las afueras del pueblo  el 15 de abril de 2023. Como resultado del impacto, las instalaciones de la institución comunal, dos locales administrativos resultaron dañados y dos personas resultaron heridas.El 25 de agosto de 2024, también se lanzaron bombas aéreas guiadas sobre un barrio residencial del pueblo.

## Demografía
La evolución de la población de Svesa entre 1897 y 2022 fue la siguiente:
| 865                                                           | 1265 | 5682 | 7216 | 8706 | 8890 | 7758 | 7069 | 6907 | 6644 | 6186 |
| (Fuente: Cities & Towns of Ukraine y UKRAINE: Größere Städte) |      |      |      |      |      |      |      |      |      |      |

Según el censo de 2001, la lengua materna de la mayoría de los habitantes, el 82,96%, es el ucraniano; del 16,65% es el ruso.

## Infraestructura

### Transporte
En el pueblo se encuentra la estación de tren de Svesa, en la línea Jútir-Mijáilivki - Esman.